# Annette Bezor
Annette Bezor  (* 5. April 1950 als Annette Bateman in Adelaide, Australien; † 9. Januar 2020 in North Adelaide, Australien) war eine australische Malerin. Sie war eine der feministischen New-Wave-Künstlerinnen der 1970er Jahre in Adelaide.

## Leben und Werk
Bezor wurde als Tochter von Alma Smith und des Polizisten Keith Bateman geboren. Nach der Scheidung ihrer Eltern nahm sie Bezor als ihren Familiennamen an. Sie war zweimal für kurze Zeit verheiratet und schrieb sich 1974 an der South Australian School of Art ein, wo sie 1977 ihren Abschluss machte.
Nachdem sie ihre Arbeiten mit starker kritischer Zustimmung ausstellte, erhielt sie eine Residenz des Australia Council an der Cité International des Artes in Paris, die sie 1987 antrat. Hier malte sie Romance is in the Air und ihr Thema änderte sich zur Aneignung von Frauenbildern aus der klassischen Malerei und der Populärkultur. Diese reproduzierte sie als stark stilisierte Darstellungen, die die Wirkung der Originale unterwanderten. Sie etablierte sich nicht als feministische Künstlerin, sondern als Künstlerin, die sich mit dem Weiblichen beschäftigte. Sie interessierte sich für die Objektivierung der weiblichen Form und die gesellschaftliche Einstellung zu Frauen und wie diese in Kunst und Populärkultur repräsentiert werden. Sie entwickelte einen einzigartigen Stil, der Elemente des Realismus, Surrealismus, Porträtmalerei, Pop-Art und Postmoderne umfasste.
Nach ihrer Rückkehr nach Adelaide setzte sie ihre Karriere mit bedeutendem kommerziellem und kritischem Erfolg fort. 1994 wurde sie vom Parlament von Victoria beauftragt, das offizielle Porträt der ehemaligen Premierministerin von Victoria Joan Kirner zu malen.
Sie hatte 20 Einzelausstellungen in Galerien, darunter die Florence Lynch Gallery in New York City, IMA Brisbane, die Robert Lindsay Gallery in Melbourne, Roslyn Oxley9 Gallery in Sydney und Greenaway Art Gallery in Adelaide. Ausgewählte Gruppenausstellungen umfassen Ausstellungen in Hongkong, in Spanien (ARCO International Art Fair in Madrid,  Greenaway Art Gallery), Taipei (International Art Fair with Greenaway At Gallery), im Grand Palais in Paris, der National Gallery of Victoria in Melbourne und der Art Art Gallery of New South Wales.
Ihre letzten Ausstellungen mit dem Titel Ricochet fanden im Oktober 2019 in Adelaide in der Hill Smith Gallery statt, zusammen mit einer begleitenden Retrospektive früherer Hauptwerke, die in der Aptos Cruz Gallery, Ricochet 2, gezeigt wurden.
Drei Jahre vor ihrem Tod 2020 im Alter von 69 Jahren wurde bei ihr Eierstockkrebs diagnostiziert.

## Auszeichnungen und Ehrungen
- 1977: John Christie Wright Memorial Prize for Life Drawing and Painting
- 1980: Co-winner, Maude Vizard Wholohan Art Prize, Art Gallery of South Australia, Adelaide
- 1981: Finalistin, John McCaughey Memorial Art Prize, NGV, Melbourne
- 1983: Finalistin, John McCaughey Memorial Art Prize, NGV, Melbourne
- 1990: Australia Council Fellowship
- 1992: First Prize, Sara Weis Award, Heidi Museum of Modern Art
- 1992: Finalistin, The Sir John Sulman Prize, AGNSW, Sydney
- 1993: Finalistin, Portia Geach Memorial Award, S.H. Ervin, Sydney
- 1994: Finalistin, John McCaughey Memorial Art Prize, NGV, Melbourne
- 1999: Inaugural SALA Monograph recipient
- 1999: Finalistin, The Portia Geach Memorial Award, S.H. Ervin, Sydney
- 2002: Finalistin, The Sir John Sulman Prize, AGNSW, Sydney
- 2004: Finalistin, Archibald Prize, AGNSW, Sydney
- 2005: Finalistin, Archibald Prize, AGNSW, Sydney
- 2009: Finalistin, Sir John Sulman Prize, AGNSW, Sydney
- 2010: Arts SA Fellowship